# Пууртинен, Янне
Я́нне Пууртине́н (англ. Janne Puurtinen, полное имя Янне Йоханнес Пууртинен, (англ. Janne Johannes Puurtinen), также известен как Эмерсон Бёртон (англ. Emerson Burton); род. 17 октября 1974, Хельсинки) — финский музыкант, клавишник рок-группы HIM.

## Ранние годы
Янне Пууртинен родился 17 октября 1974 года в городе Хельсинки, в семье профессиональных танцоров. В возрасте 5 лет, под влиянием своей матери, начал увлекаться клавишными инструментами. С будущими участниками HIM Янне познакомился ещё в школе, но не стал принимать участие в их группе, а пошёл учиться в консерваторию Хельсинки, где изучил фортепиано и синтезатор.

## Музыкальная карьера
Во второй половине 1990-х Пууртинен играл в группах Cosmos Tango и Suburban Tribe. В 2000 году Янне занял место клавишника HIM Золтана Плуто, который покинул группу прямо посреди гастролей по Норвегии, Швеции и Дании. Официально работает с коллективом начиная с третьего студийного альбома по настоящее время. Также принял участие в записи второго альбома группы Микко Линдстрёма Daniel Lioneye под названием Vol. II.

## Личная жизнь
В 2006 году женился на девушке по имени Лина, которая родила ему дочь. В музыке предпочитает классические рок-группы, такие как Led Zeppelin, Deep Purple и Pink Floyd, а также Майкла Джексона и Петра Чайковского.